# Karamay
Karamay eller Qaramay är en stad på prefekturnivå i Xinjiang i västra Kina, i regionen Dzungariet. Den ligger omkring 280 kilometer nordväst  om regionhuvudstaden Ürümqi. Staden hade 391 008 invånare år 2010. Staden bildar en enklav i den omkringliggande prefekturen Tarbagatay. Stadens namn kommer från uiguriskan och betyder "svart olja".

## Historia och ekonomisk betydelse
Karamay ligger vid stora oljeförekomster som utvunnits sedan 1959. Den årliga produktionen är 1,5–2 miljoner ton. Oljan raffineras dels i Karamay, dels i Dushanzi samt i Lanzhou i grannprovinsen Gansu. Det finns en järnvägslinje och en oljepipeline från Karamay till Lanzhou.
1994 dog omkring 300 skolbarn då en biograf i staden brann ner till grunden.

## Administrativ indelning
Karamay indelas i fyra stadsdistrikt: Stadsdistriktet Dushanzi, som är av stor betydelse för Karamays oljeindustri, utgör en exklav helt omgiven av prefekturen Tarbaghatay.
| Kart | Nr         | Namn       | Kinesiska     | Pinyin            | Uiguriska (kona yezik̡) | Uiguriska (yengi yezik̡) | Befolkning (2003 est.) | Yta (km²) | Befolnings- täthet (/km²) |
| ---- | ---------- | ---------- | ------------- | ----------------- | ---------------------- | ----------------------- | ---------------------- | --------- | ------------------------- |
|      |            |            |               |                   |                        |                         |                        |           |                           |
| 1    | Karamay    | 克拉玛依区 | Kèlāmǎyī qū   | قاراماي رايونى    | Qaramay rayoni         | 150 000                 | 3 833                  | 39        |                           |
| 2    | Dushanzi   | 独山子区   | Dúshānzǐ qū   | مايتاغ رايونى     | Maytagh rayoni         | 50 000                  | 400                    | 125       |                           |
| 3    | Baijiantan | 白碱滩区   | Báijiǎntān qū | جەرەنبۇلاق رايونى | Jerenbulaq Rayoni      | 50 000                  | 1 272                  | 39        |                           |
| 4    | Urho       | 乌尔禾区   | Wū'ěrhé qū    | ئورقۇ رايونى      | Orqu rayoni            | 10 000                  | 2 229                  | 4         |                           |

## Klimat
Genomsnittlig årsnederbörd är 222 millimeter. Den regnigaste månaden är juli, med i genomsnitt 48 mm nederbörd, och den torraste är oktober, med 9 mm nederbörd.